# 카이다 문자

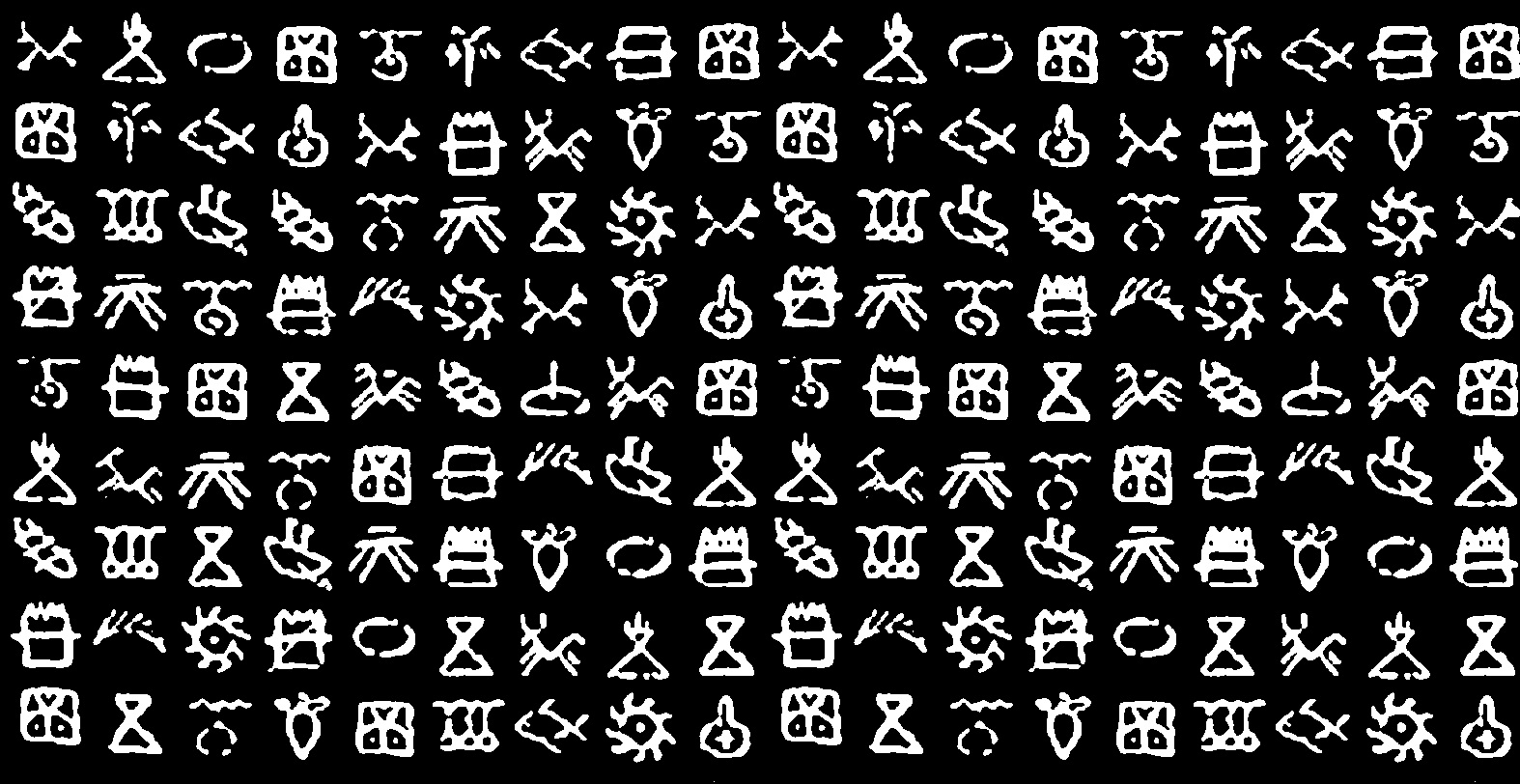

카이다 문자(일본어: カイダ文字 카이다모지[*])는 오키나와현 요나구니섬에서 옛날에 사용된 상형문자다.
기원에 대해서는 여러 설이 있다. 스도 리이치(須藤利一)는 1640년 인두세 시행에 수반하여 17세기 후반에 생겨난 것이라고 보았다. 이케마 에이조(池間栄三)는 류큐왕조가 요나구니를 지배하게 된 이후 만들어져서 1839년 두직(頭職)으로 임명된 15대 오오하마 천운상(大浜親雲上) 마사키(正喜)에 의해 완전한 문자가 창작되었다고 주장했다.
메이지 시대에 소학교령이 반포될 때까지 사용되었다고 알려져 있다. 주로 상품의 매매 기록이나 징세 기록에 사용된 것으로, 일반 문장이 표기될 수 있는 경지까지 발전하지는 못했고, 공교육이 도입된 이후에는 한자와 가나가 보급되어 사용되지 않게 되었다.  주로 거래 대상이 된 작물・가축・가금・어패류・집・배 등과 한자의 숫자를 변형시킨 숫자가 문자화되어 있다. 또한 거래상 구별이 필요한 암말・숫말, 암탉・수탉도 구별되어 있었다. 징세기록을 적은 목판이 국립민족학박물관 등지에 남아 있지만, 상당수는 제2차 세계대전 와중 폭격으로 소실되었다.
요나구니 해저지형에도 카이다 문자와 비슷한 흔적이 새겨진 바위가 발견되곤 한다. 하지만 카이다 문자는 상술한 바와 같이 일반적으로 17-19세기에야 만들어진 것이라고 생각되는 반면, 이 해저지형은 여러 설이 있지만 늦어도 11세기 전반에는 완전히 수몰되어 있었다고 생각된다. 그러므로 이 흔적이 카이다 문자라면 해저지형이 수몰된 이후 새겨진 것이던가, 또는 카이다 문자가 통설보다 오래 전부터 이용된 것이 아닌 이상, 연대가 정합되지 않는다.
현재는 요나구니섬 주변의 공예품이나 셔츠 등 기념품 디자인으로 이용되는 예가 있지만, 딱히 문자의 의미를 이해하고 사용하는 것이라고는 말할 수 없다.